# Schlachtgeschwader 3
Schlachtgeschwader 3 (dobesedno slovensko: Bojni polk 3; kratica SG 3 oz. SchlG 3) je bil jurišni letalski polk (Geschwader) v sestavi nemške Luftwaffe med drugo svetovno vojno.

## Organizacija
- štab
- I. skupina
- II. skupina
- III. skupina

## Vodstvo polka
Poveljniki polka (Geschwaderkommodore)
- Oberst Kurt Kuhlmey: 18. oktober 1943
- Major Bernhard Hamester: 15. december 1944